# Arrate
Arrate è una collina pirenaica che si trova nel comune spagnolo di Eibar (provincia di Gipuzkoa), nei Paesi Baschi e inquadrata all'estremità occidentale del territorio comunale. Ha un'altitudine di 531 metri.
Accanto alla sommità, coronata da una grande croce in pietra, si trova un'area ricreativa che circonda il Santuario della Vergine di Arrate, che ospita il santo patrono di Eibar. L'area ricreativa ha, oltre a tavoli da picnic, diversi bar e ristoranti, nonché un hotel a due stelle, il tutto circondato da un bosco di faggi mokadas.